# Сељија Сан Бернардо (Империја)
Сељија Сан Бернардо је насеље у Италији у округу Империја, региону Лигурија.
Према процени из 2011. у насељу је живело 357 становника. Насеље се налази на надморској висини од 157 м.